# Desmond Piper
Desmond Piper, né le 11 octobre 1941, est un joueur australien de hockey sur gazon.

## Biographie
Desmond Piper fait partie de l'équipe nationale australienne médaillée de bronze aux Jeux olympiques d'été de 1964 à Tokyo et médaillée d'argent aux Jeux olympiques d'été de 1968 à Mexico. Il participe également aux Jeux olympiques d'été de 1972.